# Kiểm soát lửa bởi người tiền sử
Kiểm soát lửa bởi người tiền sử là một bước ngoặt trong khía cạnh văn hoá của sự tiến hóa của con người. Lửa cung cấp nguồn ấm, bảo vệ, và phương pháp nấu ăn. Những cải tiến về văn hoá này cho phép loài người phát tán về địa lý, đổi mới văn hoá, thay đổi chế độ ăn uống và hành vi sống. Thêm vào đó, tạo ra lửa cho phép mở rộng hoạt động của con người sang những thời gian tối cũng như lúc buổi sáng lạnh lẽo.
Những công bố về bằng chứng chắc chắn sớm nhất về kiểm soát lửa của thành viên chi Homo dao động từ 1,7 đến 0,2 Ma BP (Ma/Ka BP: Mega /Kilo annum before present, triệu /ngàn năm trước đây) . Bằng chứng về việc Homo erectus sử dụng có kiểm soát lửa bắt đầu từ 600 Ka BP, được giới học thuật thừa nhận rộng rãi . Các tấm đá nung (flint blade) tuổi khoảng 300 Ka BP đã được tìm thấy ở Ma-rốc gần các hóa thạch của loài Homo sapiens tiền sử chưa phải là hiện đại. Bằng chứng về việc kiểm soát lửa là phổ biến ở người hiện đại về mặt giải phẫu xảy ra khoảng 125 Ka BP .

Người Vanuatu tạo lửa, 2005

## Kiểm soát lửa
Sử dụng và kiểm soát lửa là một quá trình dần dần thông qua nhiều giai đoạn. Một trong các yếu tố là sự thay đổi môi trường sống, từ rừng rậm rạp, nơi cháy rừng hiếm nhưng có khả năng thảm họa, sang đồng cỏ hoang dã (hỗn hợp cỏ/rừng) nơi cháy rừng rất hiếm nhưng có cường độ thấp hơn. Sự thay đổi này có thể đã xảy ra vào khoảng 3 Ma BP, khi vùng thảo nguyên mở rộng ở Đông Phi do khí hậu lạnh và khô .
Giai đoạn tiếp theo là sự tương tác với các cảnh quan bị đốt cháy và tìm kiếm sau vụ cháy rừng, như hiện vẫn quan sát thấy ở các loài động vật hoang dã khác nhau . Trong savanna hoang dã ở châu Phi, các loài động vật ăn cỏ trong các khu vực bị đốt gần đây, bao gồm tinh tinh Savanna (một loài Pan troglodytes verus), khỉ Vervet (Cercopithecus aethiops), nhiều loài chim săn côn trùng, và động vật có xương sống nhỏ,... tìm kiếm thức ăn sau vụ cháy cỏ .
Bước tiếp theo là sử dụng các điểm cháy còn lại sau vụ cháy rừng. Ví dụ, thức ăn phát hiện sau vụ cháy rừng có xu hướng bị đốt hoặc nấu chưa chín. Điều này có thể tạo ra động cơ để đặt thực phẩm chưa được nấu chín trên một điểm đang cháy hoặc để kéo thức ăn ra khỏi lửa nếu nó có nguy cơ bị cháy. Điều này đòi hỏi sự quen thuộc với lửa và hành vi của nó .
Bước đầu tiên trong việc kiểm soát lửa là vận chuyển lửa từ các khu vực bị đốt cháy đến chỗ không cháy và đốt cháy chúng, mang lại lợi ích trong việc chế biến thực phẩm . Duy trì ngọn lửa trong một khoảng thời gian dài, như đối với một mùa (như mùa khô) có thể đã dẫn đến sự phát triển của các trang trại cơ sở. Việc xây dựng lò sưởi hoặc lò đốt khác ỏa dạng vòng tròn đá là một sự phát triển sau này . Khả năng tạo ra lửa bằng dụng cụ ma sát, như gỗ cứng cọ xát gỗ mềm (như trong khoan tạo lửa) là một sự phát triển sau này .
Mỗi giai đoạn này có thể xảy ra ở các mức độ khác nhau, từ "thỉnh thoảng" hoặc "đôi khi" đến "thường xuyên", và sau đó là "bắt buộc" (không thể sống sót nếu không có nó) .